# Тальманская расписка
Тальманская расписка, тальманский лист — первичный учетный документ приема и сдачи грузов, оформляемый тальманом при погрузке/выгрузке судна в порту. Данный документ отражает количество и состояние выгруженного с судна и принятого портом груза. Записи в тальманскую расписку вносятся после подсчета поштучно и одновременного
осмотра грузовых мест и заверяются подписью тальмана.
Подсчёт груза при погрузке/выгрузке может производиться с двух сторон: со стороны судна и со стороны порта. При двустороннем тальманском счете тальманы судна и порта сверяют
записи и удостоверяют их подписью после каждого постропного или поштучного перемещения груза. По окончании смены или работы на судне тальман порта сдаёт расписку на грузовой склад, а тальман судна — лицу, ответственному за погрузку груза на судно (обычно помощнику капитана). На основании тальманской расписки составляется штурманская расписка и выписывается коносамент. При расхождении количества груза с данными, указанными в коносаменте, и ненадлежащем состоянии груза в соответствии с Правилами составления актов при морских перевозках грузов и багажа составляется акт-извещение. 
Реквизиты тальманской расписки:
1. Наименование документа: Тальманская расписка.
2. Номер документа
3. Дата создания документа
4. Наименование организации
5. Текст: название судна; номер трюма; время работы; причал; склад; погрузочный ордер; наименование груза; количество мест; масса груза.
6. Роспись тальманa.